# Microbiote
«  Microbionte » redirige ici. Ne pas confondre avec Mycobionte.

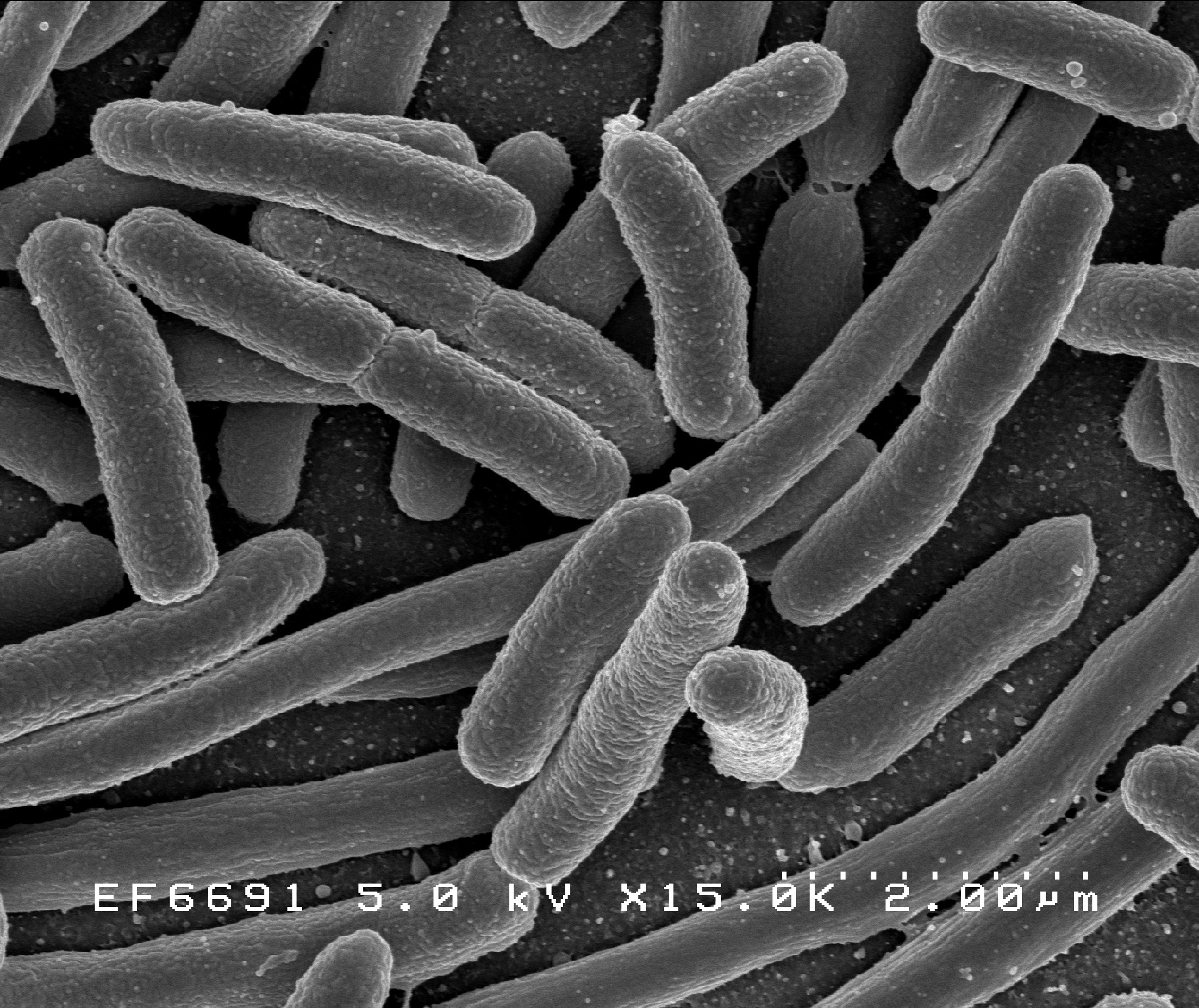
Escherichia coli, l'une des espèces bactériennes sous-dominantes du microbiote intestinal.

Le microbiote est l'ensemble des micro-organismes — bactéries, microchampignons, protistes — vivant (certains y ajoutent les virus) dans un environnement spécifique (appelé microbiome) chez un hôte (animal : zoobiote ; végétal : phytobiote ; sol : microbiote tellurique ; air : aérobiote) ou une matière (d'origine animale ou végétale). Ces micro-organismes peuvent être présents sans impact sur leur hôte (commensalisme) ou entrer en interaction étroite avec lui (mutualisme, parasitisme non létal). Chaque organisme impliqué est qualifié de microbionte ou symbionte, par opposition au pathobionte, micro-organisme opportuniste résidant au sein du microbiome, et potentiellement pathogène.
Chez les animaux, la communauté microbienne la plus étudiée est le microbiote humain qui est très varié (microbiote intestinal, vaginal, cutané…). Le microbiote des plantes et du sol font également l'objet de nombreuses études.

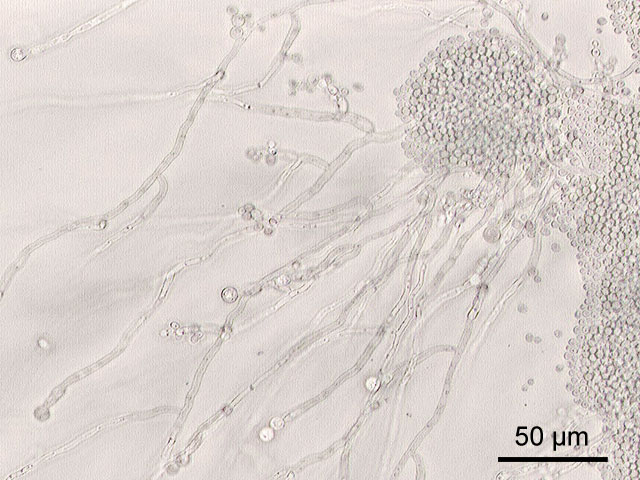
Candida albicans est l'un des nombreux champignons qui peut naturellement se développer dans l'intestin, contribuant à la digestion, mais pathogène s'il se surdéveloppe ou colonise d'autres organes.

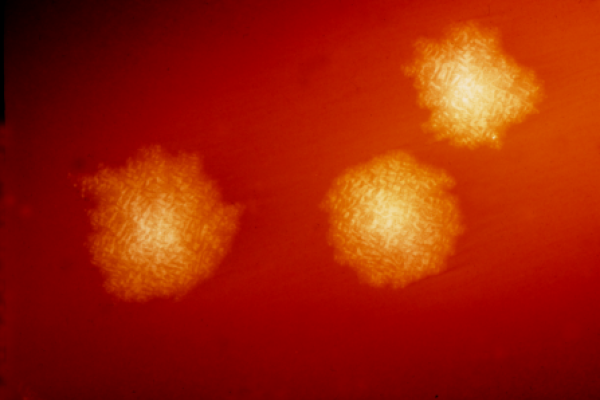
Toute croissance anormale de cet organisme (Clostridium difficile) est nuisible, voire fatale pour l'hôte.

## Études et recherches
Elles concernent la structure, les souches, les fonctions et variations spatiotemporelles du microbiote humain. Elles sont notamment conduites dans le cadre d'un consortium de chercheurs (Human Microbiome Project Consortium),.
Les moyens techniques permettant d’étudier le microbiote ont longtemps été limités, seule une minorité d'espèces bactériennes pouvant être cultivée in vitro. La mise au point des techniques de séquençage haut débit du matériel génétique à partir de 2005 ont donné un nouvel élan à cette recherche, avec la construction de banques de clones métagénomiques contenant de grands fragments du métagénome intestinal. Cette technique a notamment remis en cause le nombre de micro-organismes qui était estimé dans les années 1970 à dix ou cent fois le nombre moyen de cellules de l'organisme humain.
Une étude en 2016 évalue le microbiome (constitué essentiellement du microbiote intestinal humain) à environ 39 000 milliards de bactéries et celui des cellules du corps humain moyen à environ 30 000 milliards, le rapport se rapprochant ainsi de 1:1 plutôt que de 10:1 ou 100:1. Chaque humain abriterait 200 à 250 espèces différentes de bactéries. Ces caractéristiques justifient que le microbiote intestinal, couramment appelé « flore intestinale », soit considéré comme un organe spécifique, et que l'homme symbiotique soit surnommé Homo microbicus. Au même titre que le microbiote intestinal (et plus généralement du microbiote de l'organisme humain), il existe également un microbiote des plantes, et par extension un microbiote du sol (de la rhizosphère notamment) et de la surface des fruits et de l’océan, mais le mot « microbiote » est le plus souvent utilisé pour les animaux.
Un autre pan de la recherche in vivo porte sur les animaux ou les végétaux dont le microbiote est contrôlé puisqu'ils sont étudiés dans un environnement sans bactéries dit gnotobiotique (gnotos, « connu », biota, « biote »). La science qui les étudie est la gnotobiologie.
La théorie hologénomique de l'évolution (en) postule que les forces évolutives agissent sur l'holobionte (animal ou plante associé à leurs micro-organismes) et que le devenir évolutif des symbiotes est lié à celui de l'hôte.
Les recherches n'ont pas dépassé le stade exploratoire et les connaissances dans ce domaines sont encore limitées. Ces hypothèses scientifiques prometteuses donnent lieu à des spéculations sur le microbiote intestinal humain, parfois qualifié par les vulgarisateurs de « deuxième cerveau ».

## Dans le monde animal
Chez les vertébrés le microbiote s'acquiert pendant la gestation, au moment de la naissance et avec l'allaitement.
On a notamment montré l'importance de plusieurs types de microbiotes :

### Microbiote intestinal
Le microbiote intestinal est l'ensemble des micro-organismes (archées, bactéries, eucaryotes) qui se trouvent dans le tube digestif des animaux. Il ne s'agit pas uniquement de bactéries intestinales, mais également de celles de l'estomac.

### Microbiote cutané
Le microbiote cutané est l'ensemble des micro-organismes situés sur la peau d'un animal (humain le cas échéant). On parle de « sexome » pour désigner le microbiote spécifique aux organes génitaux, qui intègre périodiquement des apports issus des relations sexuelles (ou viols le cas échéant). Depuis les années 2020, l'utilisation de ce sexome et du microbiote pubien se développe dans le contexte d'études et enquêtes médico-légales,,,,. Le microbiote plus ou moins spécifique aux poils (pubiens notamment) et cheveux fait aussi l'objet d'études intéressant la médecine légale.

### Microbiote vaginal
Le microbiote vaginal, ou flore vaginale, est l'ensemble des micro-organismes qui se trouvent dans le vagin. Il limite les infections par compétition avec les germes pathogènes. Il est constitué en majorité de « vaginotypes » normalement très stables, une fois que l'on tient compte des variations dues au cycle hormonal naturel, à la prise de contraceptifs, au régime alimentaire et à l'activité physique, et essentiellement composés de quatre genres de bactéries de types lactobacilles. Les relations sexuelles sont l'occasion d'échanges (de « bonnes bactéries » ou parfois de pathogènes bactériens ou viraux) entre les microbiotes des partenaires.
Le bacille de Döderlein en est l'un des principaux constituants.
La réduction du pH par la production d'acide lactique assure un rôle anti-pathogène (barrière physique, production de substances microbicides). On retrouve aussi une minorité de bactérie anaérobies telles que Gardnerella vaginalis ou Candida albicans qui, lorsqu’elles prolifèrent de façon anormale, sont responsables d'infections vaginales : un changement de la composition du microbiote vaginal peut être associé à une vaginose.

### Microbiote placentaire
Une étude récente montre que de petites quantités d’ADN issu de diverses espèces bactériennes sont présentes dans le placenta même lors de grossesses normales. Ces espèces ressemblent plus à celles présentes dans la bouche qu’à celles présentes dans d’autres tissus comme l’intestin, la peau ou le vagin. La présence de taxa tels que Burkholderia a été observée dans les Placentas des enfants nés prématurés, tandis que Paenibacillus est abondant dans les spécimens placentaires de bébés nés à des termes compris dans les limites de la normale.

### Microbiote des organes sexuels masculins
Chez l'homme et les autres mammifères mâles, le pénis (circoncis ou non),, le gland du pénis, le prépuce, l'urètre,, le sperme et la prostate, et l'ensemble du tractus génital et des organes sexuels masculins abritent aussi un microbiote spécifique, qui peut notamment être modifié par la circoncision,,. Mehta et al. (2020) ont montré que le microbiote du pénis d'un homme est prédictif du risque de vaginose bactérienne de sa partenaire sexuelle.
R. Mändar décrivant, en 2013, les liens entre les équilibres microbiens du tractus génital masculin et la santé, parle d'écologie du tractus génital. Au début des années 2010, malgré un nombre exponentiel de publication sur le microbiote humain, le microbiome génital masculin reste peu exploré : en juillet 2013, la base de données PubMed contenait environ 4 200 publications relatives au microbiome humain, mais seulement sept portaient sur la caractérisation des communautés microbienne du pénis, quatre sur celles de l’urètre, deux sur la couronne du gland, et une seule sur l'ensemble du tractus génital masculin. 
Ce « sexome », riche en Lactobacillus spp, notamment étudié par Brendan Chapman à l'Université Murdoch à Perth (Australie-Occidentale), peut être utilisé en science et médecine légale, quand il y a eu viol ou pénétration avec préservatif  (empêchant d'isoler l'ADN à partir de spermatozoïdes).

## Microbiote des plantes et du sol

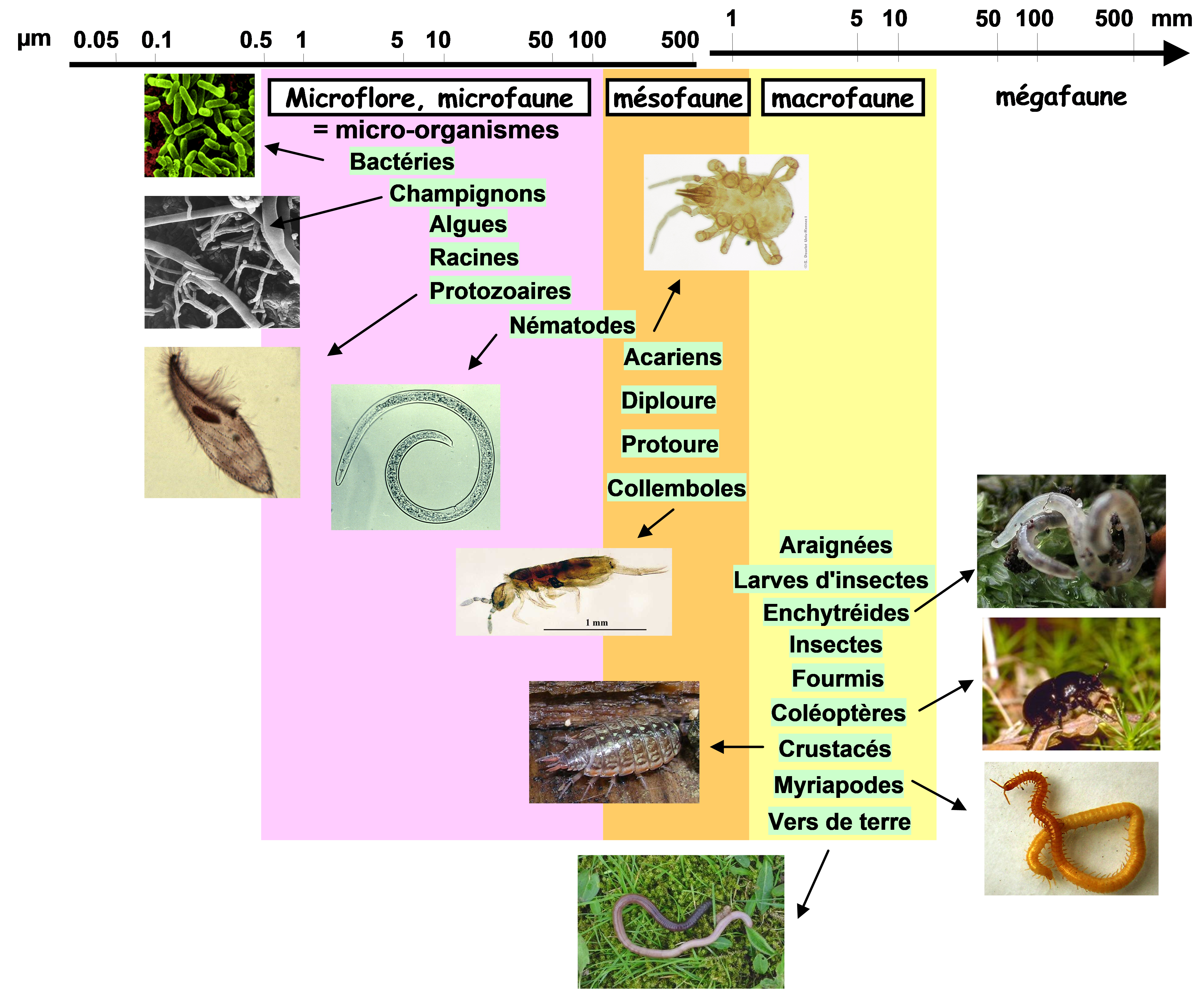
Taille et diversité des organismes du sol.

On a longtemps cru que le microbiote des plantes était « externe » et principalement rhizosphérique, c'est-à-dire souterrain, puis des symbioses fongiques et bactériennes ont été mises en évidence chez de nombreuses plantes et plus récemment des symbioses microbiennes ont été identifiées à l'intérieur des parties aériennes d'arbres d'essences pionnières (endosymbiose qui leur permet de mieux capter l'azote atmosphérique et de pousser sur des substrats ultra-pauvres (« oligotrophes »). Le « microbiote du sol » contribue aussi à la détoxication naturelle de certains sols.
Le microbiote du sol intimement associé au système racinaire des plantes leur permet à la fois de mieux exploiter et de mieux enrichir leur environnement, au profit d'une communauté microbienne qui peut être modifiée par le contexte environnemental, et notamment par la teneur en éléments nutritifs du sol. Certains des microbes associés aux plantes peuvent aussi entrer en rivalité avec la plante ou d'autres organismes symbiotes pour obtenir des nutriments, tout en ayant des propriétés utiles à la productivité de la plante et du milieu.
On ignore encore comment le système immunitaire des plantes régule et coordonne la reconnaissance microbienne en fonction ou non de repères nutritionnels lors de l'assemblage de son microbiome.
Une étude récente a montré chez la plante modèle Arabidopsis thaliana qu'un réseau de gènes contrôle la réponse au "stress phosphate" en modifiant la structure de la communauté du microbiome racinaire, même dans des conditions non stressantes pour le phosphate. Un mécanisme moléculaire semble réguler l'équilibre entre besoins nutritionnels et de défense en faisant passer le besoin de nourriture avant le besoin de défense. Mieux comprendre ces processus permettrait d'augmenter la performance des plantes en les aidant à renforcer leur microbiome.
Parmi les enjeux de la recherche figurent le besoin de mesurer l'activité de ce microbiote, de comprendre les conséquences écologiques, agronomiques et sanitaires des changements de microbiotes par exemple induits par la manipulation ou le stockage de terre arable, le dérèglement climatique, l'augmentation générale du taux de CO2 dans l'environnement,,,, la salinisation, l'acidification de l'air, des pluies et acidification des eaux douces et des sols, les rotations sylvicoles, la pollution (par les hydrocarbures par exemple), les biocides et les pesticides (dont le glyphosate devenu le désherbant le plus utilisé au monde et dont une étude de 1982 concluait qu'il a « des effets considérables sur les microorganismes du sol ». On a aussi montré que l'introduction de plantes exotiques et le développement de plantes invasives altéraient la structure et le fonctionnement du microbiote naturel présent dans le sol.

## Microbiote des aliments

### Microbiote des produits laitiers
Les chercheurs ont démontré que le microbiote natif du lait cru servant à élaborer les fromages au lait cru est le régulateur efficace des pathogènes à cœur et en surface de ce type de transformation alimentaire. Cette protection naturelle s'exerce notamment à l'encontre de Listeria monocytogenes, une bactérie pathogène responsable de la listériose

### Microbiote des boissons
Le microbiote des boissons fait référence aux micro-organismes, principalement des bactéries et des levures, présents dans certaines boissons fermentées, comme le kéfir, le kombucha, ou même certaines bières et vins. Ces micro-organismes jouent un rôle clé dans le processus de fermentation, où ils transforment les sucres en acides, gaz ou autres composés bénéfiques. Les boissons fermentées peuvent avoir un impact positif sur la santé en contribuant à la diversité du microbiote intestinal et en améliorant la digestion, grâce à la présence de probiotiques. De plus, ces boissons peuvent apporter des antioxydants et des nutriments qui favorisent un bien-être général. Cependant, il est important de noter que les effets de ces boissons varient selon leur composition et la qualité des souches microbiologiques qu'elles contiennent.

## Aérobiote
Au cours des années 2010, des travaux scientifiques ont démontré l'existence de communautés de micro-organismes rassemblés par centaines de milliers dans la troposphère et les premiers kilomètres de la stratosphère, jusqu'à 15 km au-dessus de la surface de la Terre. La circulation atmosphérique favorise le transport aérien de diverses espèces de bactéries, de virus et de champignons qui ont la capacité de résister au rayonnement UV, de s'accommoder du manque d'eau et de se protéger contre l'action d'agents d'oxydation tels que l'ozone. Dans le ciel, les populations microbiennes survivent grâce aux nutriments que constituent les matières carbonées présentes dans l'atmosphère terrestre. Une étude, publiée en 2017, décrit la formation, sur le sol de la Sierra Nevada, en Espagne, d'agrégats de virus tombés du ciel. Les courants aériens sont suspectés de transporter autour de la planète des microbes pathogènes responsables de la maladie de Kawasaki ou de la maladie à coronavirus 2019.

#### Liens vidéo
- [vidéo] « Microbiote : ces bactéries qui nous gouvernent », Mario Fossati, Isabelle Moncada, Ventura Sammara, dans 36,9° sur Radio télévision suisse, 23 janvier 2013, 34 min
- [vidéo] « Microbiote, les fabuleux pouvoirs du ventre », Sylvie Gilman, Thierry de Lestrade sur ARTE, 2019
- [vidéo] France 5, Enquête de santé, « Les super-pouvoirs de l'intestin - Enquête de santé le débat », sur YouTube

#### Liens audio
- « Microbiote : tous en selle ! », LSD, la série documentaire, France Culture, série de 4 émissions, novembre 2023.
- « Le microbiote, les fabuleux pouvoirs du ventre », sur France Inter (consulté le 9 décembre 2021), 19 octobre 2019.
- « Voie Lactée, Holobionte et mignonnerie animale », sur France Culture (consulté le 9 décembre 2021), La Méthode scientifique, le 5 avril 2019.
- « Microbiote : dites-le avec des flores », sur France Culture (consulté le 9 décembre 2021), Eurêka !, le 8 juillet 2021.